# Piazza di Trevi
Piazza di Trevi è una piazza di Roma situata tra via Poli e via della Stamperia, nel rione Trevi.

## Descrizione
Sulla piazza si affacciano palazzo Poli, cui è addossata la fontana di Trevi, la chiesa dei Santi Vincenzo e Anastasio a Trevi, palazzo Castellani e altri edifici. È quasi completamente occupata dalla fontana fatta costruire da Clemente XII.
Nella piazza c'è l'antica farmacia Pesci, che risale al XVI secolo, ospitata ora da palazzo Castellani. In precedenza si trovava nella stessa piazza, nel lato di fronte alla fontana.
Di fronte alla fontana si trova anche un portico medievale, caratterizzato da una serie di colonne di recupero su cui poggia una trabeazione. Il portico è inglobato in un palazzo settecentesco al civico 91.
Nell'angolo tra via delle Muratte e vicolo del Forno si trova un forno, su cui è una targa che probabilmente è la più antica di Roma per questo tipo di esercizio commerciale.
Nella piazza sono presenti due edicole votive, una all'angolo tra la piazza e via del Lavatore, addossata al palazzo Castellani, e l'altra all'angolo tra via delle Muratte e vicolo del Forno.